# Oetophorus clavatus
Oetophorus clavatus là một loài tò vò trong họ Ichneumonidae.